# ب‌ام‌و سری ۵ (جی۶۰)
نسل هشتم ب‌ام‌و سری ۵ متشکل از خودروهای اجرایی ب‌ام‌و جی۶۰ (نسخهٔ سدان) و ب‌ام‌و جی۶۱ (نسخهٔ استیشن واگن، عرضه شده تحت عنوان «تورینگ») است. جی۶۰/جی۶۱ از سال ۲۰۲۳ توسط شرکت ب‌ام‌و، خودروساز آلمانی، تولید می‌شود و کل این نسل اغلب به‌طور کلی با عنوان جی۶۰ شناخته می‌شود. این نسل به‌طور رسمی در ۲۴ مهٔ ۲۰۲۳ معرفی شد و فروش آن در اکتبر ۲۰۲۳ آغاز خواهد شد.
هنگام معرفی این سری، تولید مدل فست‌بک سری ۶ گرن توریسمو متوقف شد و نسخهٔ الکتریکی مبتنی بر باتری آن با نام ب‌ام‌و آی۵ به‌طور همزمان در دو سبک بدنهٔ سدان و استیشن واگن عرضه شد.

## مشخصات فنی

### بدنه و شاسی

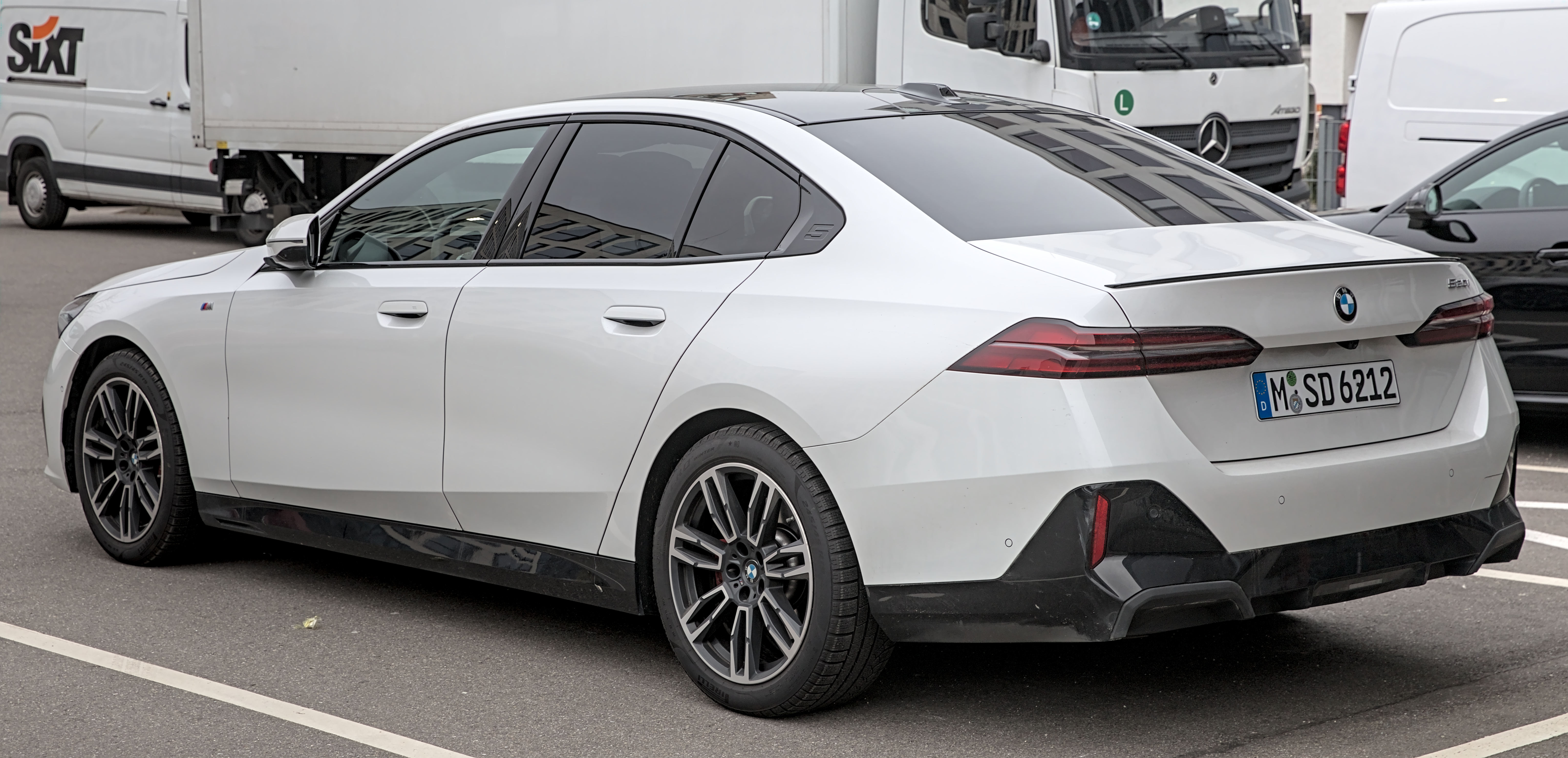
نمای عقب

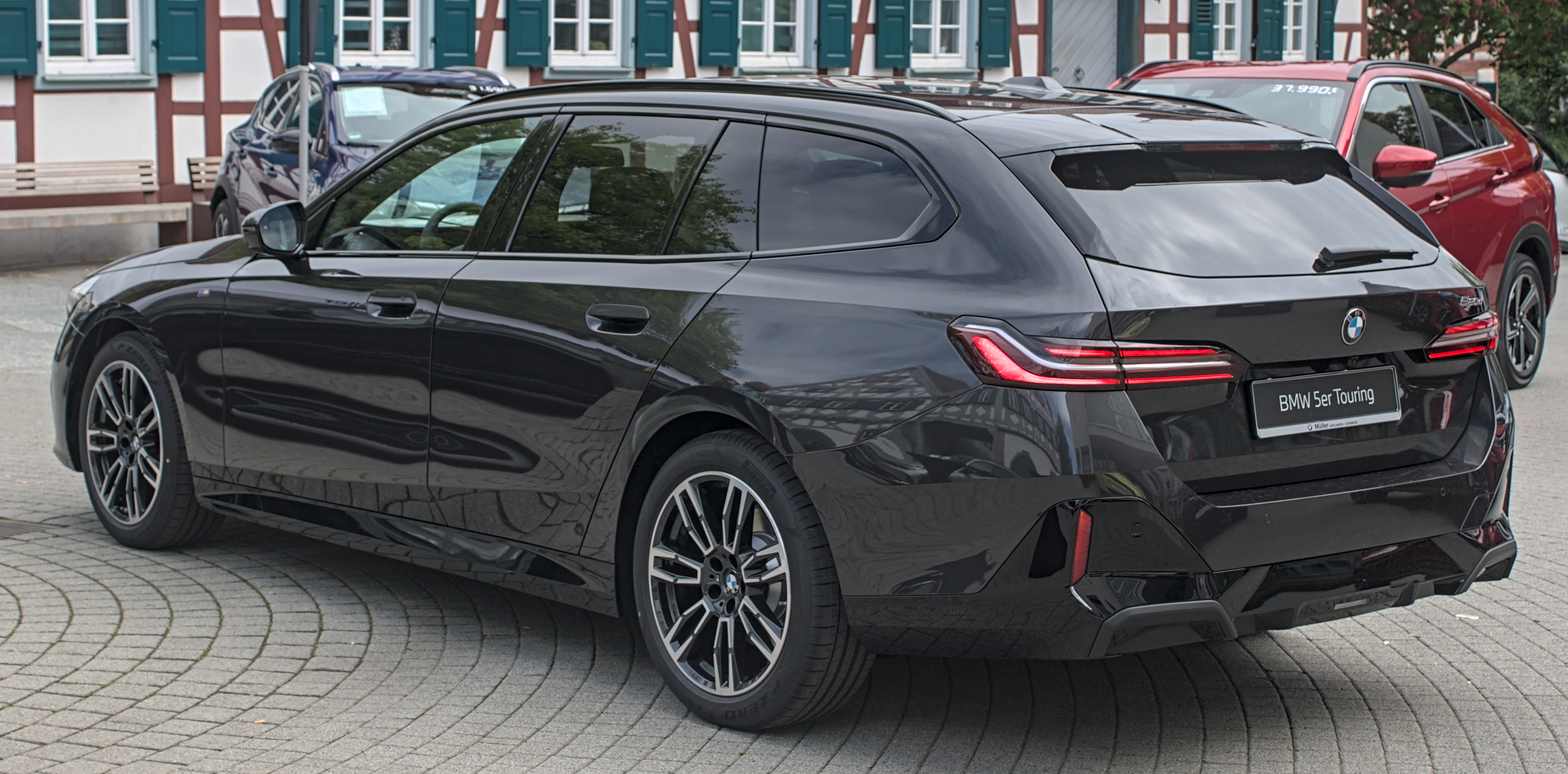
ب‌ام‌و ۵۲۰دی تورینگ

سری ۵ جی۶۰ بر اساس پلتفرم معماری خوشه‌ای ب‌ام‌و (CLAR) بنا شده‌است. این پلتفرم همان ساختاری است که زیربنای تمام مدل‌های ب‌ام‌و با موتور احتراقی نصب‌شده در طول یا پیشرانهٔ الکتریکی نیز هست. قسمت زیرین بدنهٔ جی۶۰ تقریباً به‌طور کامل صاف است که در نتیجهٔ آن به ضریب پسار پایینی برابر با ۰٫۲۳ دست یافته‌است. جی۶۰ در مقایسه با مدل قبلی خود ۹۷ میلیمتر (۳٫۸ اینچ) طولانی‌تر، ۳۳ میلیمتر (۱٫۳ اینچ) عریض‌تر و ۳۶ میلیمتر (۱٫۴ اینچ) بلندتر است، در حالی که فاصلهٔ بین دو محور آن ۲۰ میلیمتر (۰٫۷۹ اینچ) افزایش یافته‌است. این باعث می‌شود که طول جی۶۰ بیشتر از سری ۷ ئی۶۵ باشد.
پلتفرم جدید این سری دارای سامانهٔ تعلیق جلوی دوگانه بر روی فنرهای پیچشی برای همهٔ مدل‌ها، سامانهٔ تعلیق چند پیوندی عقب بر روی فنرهای بادی برای نسخه‌های الکتریکی مبتنی بر باتری، و فنرهای پیچشی برای مدل‌های احتراق داخلی است. نصب فرمان چهار چرخ (فرمان فعال انتگرال) که چرخ‌های عقب را تا ۲٫۵ درجه می‌چرخاند، و همچنین میله‌های ضد غلتش فعال و کمک‌فنرهای تطبیقی نیز به‌صورت سفارشی انجام می‌شود.

### پیشرانه
سری ۵ جی۶۰ به‌همراه طیف وسیعی از پیشرانه‌های بنزینی و دیزلی توربوشارژ عرضه می‌شود. این سری همچنین در قالب خودروی پلاگین هیبریدی نیز عرضه می‌شود. همهٔ مدل‌ها به‌صورت استاندارد به جعبه‌دندهٔ خودکار مجهز شده‌اند.
سیستم چهار چرخ متحرک ایکس‌درایو ب‌ام‌و در برخی از مدل‌های پایه به‌صورت سفارشی، و در مدل‌های سطح بالا به‌صورت استاندارد نصب می‌شود.

## تجهیزات

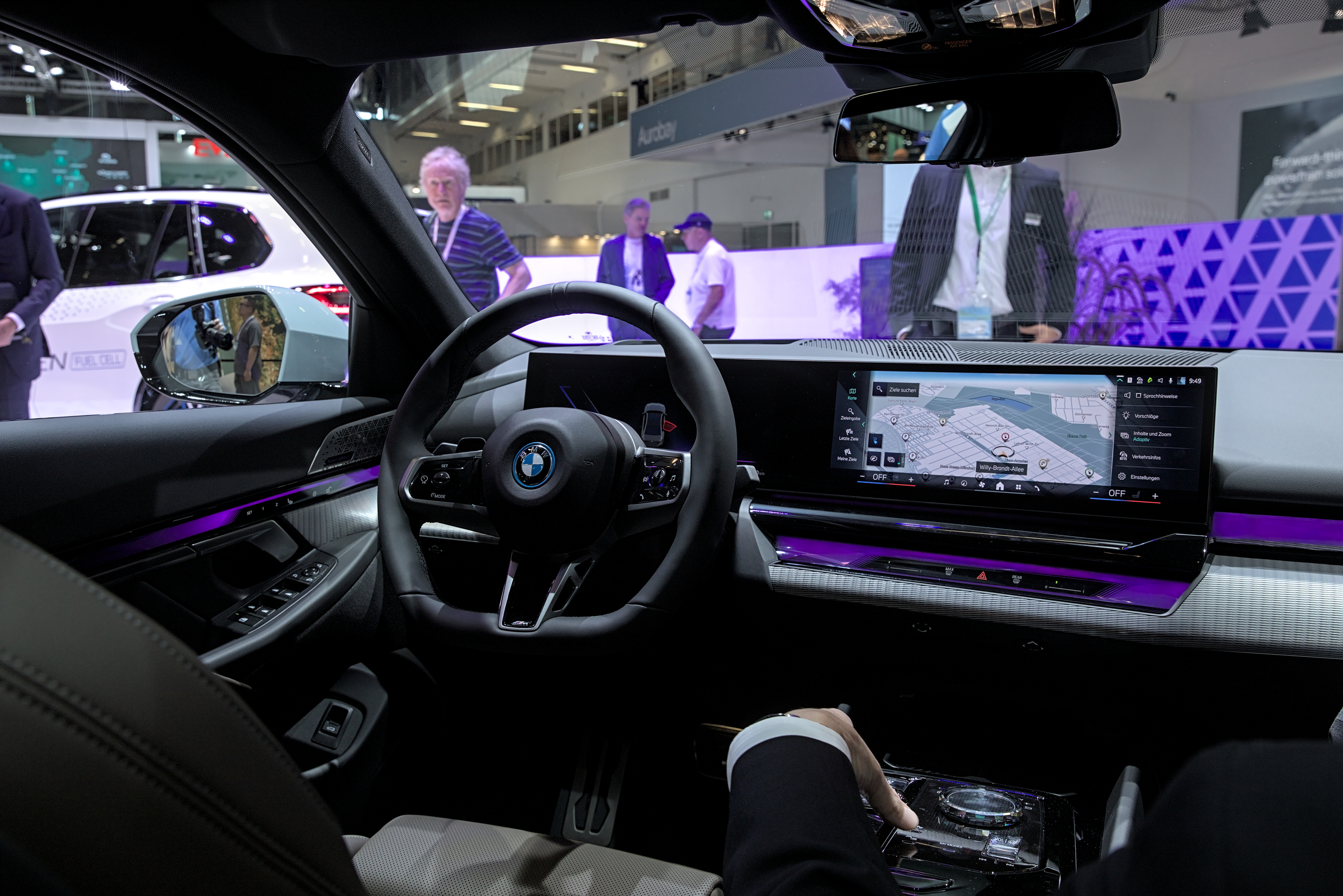
فضای داخلی با سیستم اطلاعات سرگرمی به روز شده آی‌درایو ۸٫۵ و نوار تعامل ب‌ام‌و.

سری ۵ جی۶۰ نخستین خودروی ب‌ام‌و است که به سامانهٔ اطلاعات سرگرمی به‌روزشدهٔ آی‌درایو ۸٫۵ مبتنی بر نرم‌افزار لینوکس مجهز است. این رابط از طریق نمایشگر خمیدهٔ ب‌ام‌و در اختیار کاربر قرار می‌گیرد که ترکیبی است از نشانگرهای پشت فرمان با اندازهٔ ۳۱۲ میلیمتر (۱۲٫۳ اینچ) و نمایشگر سامانهٔ اطلاعات و سرگرمی با ابعاد ۳۸۰ میلیمتر (۱۴٫۹ اینچ) با رابط لمسی بازطراحی‌شده درون یک دستگاه واحد. این سیستم‌عامل ارائه‌دهندهٔ محتوای دیجیتالی اضافی است که طیف وسیعی از گزینه‌های پخش ویدئو و برخی ویژگی‌های گیمینگ داخل خودرو از طریق ایرکنسول (برنامه‌ای رایگان که از تلفن هوشمند به‌عنوان کنترل‌کننده‌ای برای مجموعه برنامه‌های ارائه‌شده استفاده می‌کند) را شامل می‌شود.
نوار تعامل ب‌ام‌و که در سری ۷ جی۷۰ معرفی شد، یک ویژگی سفارشی برای مدل‌های پایه، و استاندارد در مدل آی۵ است. این ویژگی، شامل کنترل‌های حساس به لمس برای تهویهٔ مطبوع و فلاشر است و با تعبیهٔ آن بر روی خودرو، عنصر روشنایی محیط در سراسر کابین نیز بسته به حالت رانندگی تغییر رنگ می‌دهد.
سری ۵ جی۶۰ برای نخستین بار به‌صورت کاملاً فاقد چرم عرضه می‌شود. این خصوصیت، که شامل صندلی‌ها و فرمان با پوشش آلکانتارا است، در مدل‌های مجهز به پکیج ام اسپورت تهاجمی‌تر نیز موجود است. صندلی‌های اسپورت در اکثر مدل‌های سری ۵ جی۶۰ تجهیزاتی استاندارد هستند، اما صندلی‌های چند نقشی در مدل آی۵ ام۶۰ از جملهٔ تجهیزات استاندارد هستند (و می‌توان آن‌ها را برای مدل‌های دیگر نیز سفارش داد).
شرکت ب‌ام‌و آپشن کمک‌رانندهٔ خود را Driving Assistant Professional می‌نامد. این سامانه که همچنان راننده را ملزم می‌کند تا فرمان را در حین رانندگی سری ۵ در دست نگه دارد، به‌همراه دستیار فعال تغییر مسیر عرضه می‌شود. این سامانه در مورد نحوهٔ تغییر مسیر برای حرکت در ترافیک کندتر پیشنهادهایی ارائه می‌دهد، اما تا زمانی که چشم راننده به آینهٔ متناظر با جهت تغییر مسیر نگاه نکند، عمل نخواهد کرد.

## ب‌ام‌و آی۵
ب‌ام‌و آی۵ (کد مدل جی۶۰/جی۶۱ بی‌ئی‌وی) نسخهٔ الکتریکی مبتنی بر باتری سری ۵ (جی۶۰) است. این خودرو در همان خط مونتاژ دینگولفینگ و به‌صورت مشترک با خودروهای دارای موتورهای احتراقی و پلاگین هیبریدی تولید می‌شود. سدان آی۵ در مهٔ ۲۰۲۳ همزمان با مدل معمولی سری ۵ جی۶۰ معرفی شد.
آی۵ دارای توزیع وزن بر محور متعادل تقریباً برابر با ۵۰:۵۰، ساختار سبک‌وزن و استحکام بالاتر بدنه است. این مدل دارای فضای صندوق عقب برابر با ۴۹۰ لیتر (۱۷ فوت مکعب) است که ۳۰ لیتر (۱ فوت مکعب) کمتر از سری ۵ جی۶۰ معمولی است. حداکثر ظرفیت یدک‌کشی آن برابر با ۱٬۵۰۰ کیلوگرم (۳٬۳۰۰ پوند) است و این ظرفیت برای مدل‌های ئی‌درایو۴۰ و ام۶۰ برابر با ۲٬۰۰۰ کیلوگرم (۴٬۴۰۰ پوند) است.
یک پدال تقویت‌کننده برای به حداکثر رساندن قدرت و گشتاور در پشت فرمان این مدل تعبیه شده‌است. حالت MAX Range با محدود کردن حداکثر سرعت به ۹۰ کیلومتر بر ساعت (۵۶ مایل بر ساعت) و خاموش کردن کنترل تهویهٔ مطبوع، صندلی‌های گرم‌شونده و خنک‌شونده و فرمان گرم‌شونده، میزان مصرف شارژ باقی‌مانده در باتری را بهینه‌سازی می‌کند.
هر دو نوع شارژ سریع سطح ۲ و دی‌سی در دسترس خریداران قرار دارند و ب‌ام‌و تخمین می‌زند که باتری این مدل را می‌توان با حداکثر نرخ شارژ ۲۰۵ کیلووات، در حدود ۳۰ دقیقه از ۱۰ تا ۱۰۰ درصد شارژ کرد. ظرفیت شارژ AC باتری این خودرو برابر با ۱۱ کیلووات است، اما سامانه شارژ ترکیبی (CCS) آی۵ ظرفیت شارژ ۲۲ کیلوواتی را نیز به‌عنوان گزینهٔ انتخابی در اختیار خریدار قرار می‌دهد.

### مدل‌ها
مدل‌های معرفی‌شده در زمان عرضه شامل مدل‌های تمام‌چرخ متحرک ام۶۰ با عملکرد بالا و مدل محور عقب ئی‌درایو۴۰ هستند. یک مدل تمام‌چرخ متحرک میان‌رده نیز برای عرضه برنامه‌ریزی شده‌است.
| مدل                                         | ئی‌درایو۴۰ | ایکس‌درایو۴۰ | ام۶۰ |
| پیشرانه                                     | محور عقب-موتور عقب (RWD) | دو موتوره-چهارچرخ متحرک (ایکس‌درایو) | دو موتوره-چهارچرخ متحرک (ایکس‌درایو) |
| ------------------------------------------- | --- | --- | --- |
| دسترسی                                      | مهٔ ۲۰۲۳– | ۲۰۲۴– | مهٔ ۲۰۲۳– |
| ظرفیت باتری (قابل استفاده)                  | ۸۴٫۳ کیلووات ساعت (۸۱٫۲ کیلووات ساعت) | ۸۴٫۳ کیلووات ساعت (۸۱٫۲ کیلووات ساعت) | ۸۴٫۳ کیلووات ساعت (۸۱٫۲ کیلووات ساعت) |
| دامنه حرکتی                                 | ۴۹۷–۵۸۲ کیلومتر (۳۰۹–۳۶۲ مایل)WLTP ۳۰۰ مایل (۴۸۳ کیلومتر)EPA                                                                                       | اعلام‌نشده | ۴۵۵–۵۱۶ کیلومتر (۲۸۳–۳۲۱ مایل) WLTP ۲۵۶ مایل (۴۱۲ کیلومتر) EPA                                                                                     |
| موتور                                       | موتور الکتریکی سنکرون ۳ فاز با تحریم الکتریکی (ESM)                                                                                                | موتور الکتریکی سنکرون ۳ فاز با تحریک الکتریکی (ESM) جلو و عقب                                                                                      | موتور الکتریکی سنکرون ۳ فاز با تحریک الکتریکی (ESM) جلو و عقب                                                                                      |
| قدرت (اوج)                                  | ۲۵۰ کیلووات (۳۴۰ اسب بخار متری؛ ۳۳۵ اسب بخار) | اعلام‌نشده | ۴۴۲ کیلووات (۶۰۱ اسب بخار متری؛ ۵۹۳ اسب بخار) |
| گشتاور (اوج)                                | ۴۰۰ نیوتن متر (۲۹۵ پوند-فوت) | اعلام‌نشده | ۷۹۵ نیوتن متر (۵۸۶ پوند-فوت) |
| شتاب۰–۱۰۰ کیلومتر بر ساعت (۶۲ مایل بر ساعت) | ۵٫۷ ثانیه | اعلام‌نشده | ۳٫۸ ثانیه |
| بیشینه سرعت                                 | ۱۹۳ کیلومتر بر ساعت (۱۲۰ مایل بر ساعت) | اعلام‌نشده | ۲۳۰ کیلومتر بر ساعت (۱۴۳ مایل بر ساعت) |
| سرعت شارژ سریع دی‌سی (DCFC)                  | تا ۲۰۵ کیلووات جریان مستقیم از طریق سی‌سی‌اس کامبو ۲                                                                                                 | تا ۲۰۵ کیلووات جریان مستقیم از طریق سی‌سی‌اس کامبو ۲                                                                                                 | تا ۲۰۵ کیلووات جریان مستقیم از طریق سی‌سی‌اس کامبو ۲                                                                                                 |
| سرعت شارژ داخلی متناوب                      | ۱۱ کیلووات متناوب از طریق جی۱۷۷۲ (آمریکای شمالی) یا ۱۱ کیلووات متناوب ۳ فاز از طریق تایپ ۲ (سایر مناطق)، شارژر سفارشی ۲۲ کیلووات نیز در دسترس است. | ۱۱ کیلووات متناوب از طریق جی۱۷۷۲ (آمریکای شمالی) یا ۱۱ کیلووات متناوب ۳ فاز از طریق تایپ ۲ (سایر مناطق)، شارژر سفارشی ۲۲ کیلووات نیز در دسترس است. | ۱۱ کیلووات متناوب از طریق جی۱۷۷۲ (آمریکای شمالی) یا ۱۱ کیلووات متناوب ۳ فاز از طریق تایپ ۲ (سایر مناطق)، شارژر سفارشی ۲۲ کیلووات نیز در دسترس است. |
| وزن (اروپا)                                 | ۲٬۲۰۵ کیلوگرم (۴٬۸۶۱ پوند) | اعلام‌نشده | ۲٬۳۸۰ کیلوگرم (۵٬۲۴۷ پوند) |